# Hoppe (Felicitas Hoppe)

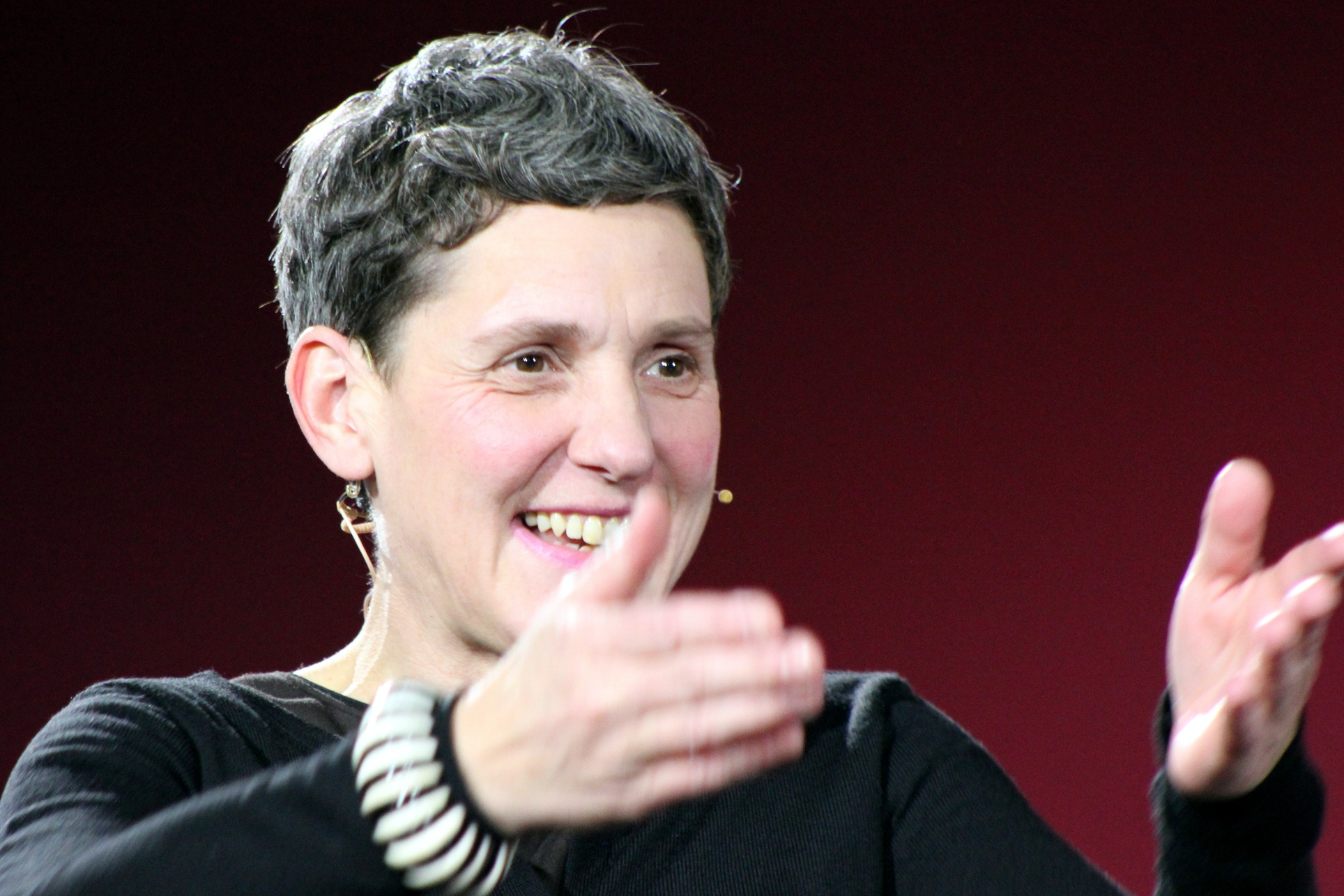
Felicitas Hoppe 2012

Hoppe ist der Titel eines 2012 erschienen Romans von Felicitas Hoppe, in dem die Autorin Wirklichkeit und Fiktion miteinander vermischt: Eine Biografin beschreibt die fiktiven Kindheits- und Jugendjahre der Schriftstellerin Felicitas Hoppe auf der Grundlage ihres angeblich als Manuskripte erhalten gebliebenen deutsch-kanadisch-australischen Frühwerkes und ihrer Briefe an ihre Familie und Freunde und vergleicht dies mit Aussagen und überlieferten Dokumenten der Romanfiguren. In diesem Zusammenhang werden Rezensionen und Interpretationen der Werke Hoppes sowie ihre Schreibweise diskutiert und erläutert.

## Inhalt

### Überblick
Eine mit „fh“ zeichnende Biografin behauptet, die Berichte der Schriftstellerin Felicitas Hoppe über ihre Hamelner Familie sowie die Angaben über ihr Leben im Wikipedia-Text seien erfunden. Sie rekonstruiert die angeblich wirklichen Kindheits- und Jugendjahre Felicitas und stützt sich dabei auf Briefe, Tagebucheintragungen, Textanalysen der nicht publizierten literarischen Frühwerke aus der kanadisch-australisch-amerikanischen Zeit sowie auf Zeugenaussagen und andere Materialien, z. B. das Tagebuch ihres „Entführervaters“ und seine Briefe an seine Frau Maria. Bei der Verfolgung der Lebensstationen Hoppes werden die Dokumente immer spärlicher und durch biografische Romanpassagen ersetzt. Dabei erschließt die Biografin die Lebensthemen Hoppes aus der Interpretation des literarischen Werkes der Schriftstellerin, z. B. ihre Familiensehnsucht, die Suche nach Mutter- und Vater-, Brüderfiguren, das sich Verstecken, Suchen und Finden, ihre Vermischung der Außen- und Innenräume in den märchenhaften Phantasiewelten und in Traumhandlungen. Auf der letzten Reisestation der 28-jährigen Felicitas an der Universität von Oregon entdeckt ihr Mentor, dass seine Studentin ihre kanadisch-australisch-amerikanische Reisebiographie erfunden hat und dass die Hamelner Familie wirklich existiert.

### Kanada
Im letzten Kapitel „Hochzeit“ schildert die vorehelich gezeugte Felicitas in ihrem fiktiven „Buch K“ die Hochzeit und Ehe ihrer mit dem absoluten Gehör begünstigten Eltern: der Breslauer Klavierlehrerin Maria Siedlatzek und des Schneidersohns, Erfinders, Bastlers und „ehrgeizigen Versteckspielers[s]“ Karl Hoppe, der die „kleinen Missgriffe Gottes“ verbessert und z. B. Pässe für neue Besitzer oder Taschen mit doppeltem Boden anfertigt.
Nachdem Maria ihren Mann verlassen hat, um in Moskau als wenig erfolgreiche Pianistin aufzutreten, verfolgt Karl seinen Lebensplan als Erfinder und übersiedelt mit seiner fünfjährigen Tochter nach Brantford, Ontario. Mit dieser Situation beginnt die Darstellung ihrer angeblich verbrieften kanadischen Kinderjahre. Karl arbeitet als Patentagent bei der „Bell Telephone Canada“ und wohnt mit Felicitas im „Haus mit zwei Lichtern“, so genannt, weil jeder, getrennt in zwei Räumen, sein eigenes inneres Leben am Schreibtisch oder im Laboratorium führt. Bis zum Romanende versucht die Tochter, in ihren Romanfragmenten die Geheimnisse ihres einsamen Vaters und seine Persönlichkeit zu ergründen. Ihre Briefe an ihre erfundene Hamelner Familie sind Zeugnisse ihrer Sehnsucht nach Geborgenheit und Heimat.
Ersatz sucht sie in der Nachbarschaft bei Walter, Phyllis, Kim und Wayne Gretzky. Der Sohn Wayne ist ein talentierter Eishockeyspieler und ihr Idol. Sie verliebt sich in ihn und träumt insgeheim von einer Einheirat in die Idealfamilie. Obwohl sie dazu kein Talent hätte, ist das „Urbild“ „ihrer geträumte[n] Verheißung und erlebte[n] Enttäuschung“ das Breslauer Hochzeitsfoto ihrer Eltern. Mit Wayne wird sie eine begeisterte, aber, im Unterschied zu dem Star, eine wenig erfolgreiche Eishockeyspielerin im vereisten Garten der Gretzkys. Waynes Trainer Bamie Boots bescheinigt ihr ein „Talent, das sich ständig selbst zurückpfeift […] So viel Begabung und so wenig aufs Tor. Wild entschlossen und niemals auf Sieg“. Sie freut sich, auch wenn sie nicht gewinnt. Durch ihren großen Einsatz und ihre Schnelligkeit erhält sie von Beobachtern die Spitznamen „Fly“ und „Sawchy“ (nach dem Torwart Terry Sawchuk). Man sagt ihr eine spektakulär dramatisch inszenierte Fallsucht nach, aus der sie sich jeweils ohne große Verletzungen wieder erhebt. Sie sei die unverletzbarste Verliererin.
Ihr eigentliches Leben findet dagegen im Verborgenen statt, in „Fluchtträumen“ am Schreibtisch ihres meist abwesenden Erfindervaters, wo sie ihre nie ankommenden Briefe an die Hamelner Idealfamilie schreibt. Während sie ihren Hamelner Traumvater liebt, spricht sie von ihrem Erfindervater nur als von ihrem Entführer. Wie jedoch die Biografin mit Karl Hoppes Tagebucheintragungen und Kopien seiner Briefe an Maria, die diese nie beantwortet, nachzuweisen versucht, verschafft dieser ihr für ihre Entwicklung zur Selbständigkeit einen großen Freiheits- und Spielraum, „von dem die meisten Kinder nur träumen und in dem sie sich während ihrer kanadischen Jahre jederzeit ganz nach Geschmack und Belieben bewegen konnte“. Im Gegensatz zu ihrer irrtümlich behaupteten Vernachlässigung genieße sie ihr Alleinsein, „weil es sie kurzfristig von jeder Form der Verantwortung“ entbinde. Dass dem Vater die Entwicklung seiner Tochter nicht gleichgültig ist, bestätigt seine der Mutter („Briefe an Maria“) übermittelte Aufzählung ihrer Charakterzüge: „Leichtsinn, Übermut, Gratwanderei, Disproportion, kühne Inkompetenz, […] ausgeprägte[r] Hang zum Aufschneiden und zur Prahlerei“. Ihr „emblematisches Lieblingstier“ ist der Esel. Ergänzend fügt die Biografin hinzu, zuweilen entwickele die 12-Jährige eine „Kommunikationsversessenheit“, wenn ihr „ausgeprägtes Gerechtigkeitsempfinden“ die seltsamen Blüten des „Ausgleichswahns“ treibe.
Durch Lucy Bell, ihre Musiklehrerin und die zeitweilige Geliebte ihres Vaters, entdeckt Felicitas ihre Liebe zur Musik. Bell bescheinigt ihr zwar ein ebenso „bemerkenswert[es] wie unvollkommen entwickelt[es]“ Talent, aber ihr mangelnder Übungseifer hindert sie an der Beherrschung eines Klaviers. Bell ist eine Bewunderin des Pianisten Glenn Gould und seiner Bach- und Beethoven-Interpretationen und vermittelt Felicitas ihre Begeisterung. Gould wird neben Wayne ihr zweites Idol.

### Miramare
1972 übersiedelt Karl Hoppe für sieben Jahre mit seiner 13-jährigen Tochter nach Adelaide. Auf der langen Schifffahrt, vom 1. November bis 21. Dezember, als einzige Passagiere des Frachtschiffs „Queen Adelheid“, spielt Felicitas mit den Matrosen Hockey, tobt mit ihnen über das Deck, stellt ihnen Rätselfragen und wird der Liebling der Besatzung. Während ihr Vater meist seekrank in der Kajüte liegt, liest sie in der Schiffsbibliothek Abenteuerromane, Reisebeschreibungen und historischen Romane und beginnt mit deren Sprachmustern „als hochbegabte Plagiatorin, die nur selten zu eigenen Ufern aufbricht“, Erzählungen zu schreiben.

### Durch die Wüste
In Adelaide setzt sich, in den ersten drei Wochen in Lucy Ayrtons („die schöne Helena“) Pension „Grant’s Children“ und dann in ihrer Mietwohnung, das Leben von Vater und Tochter nach dem Muster der kanadischen Zeit fort: Er arbeitet am Patentprüfamt der Australia Post, sie geht in die Schule, findet in den Eltern ihres Freundes Blyton eine Pflegefamilie und Lucy Bells Klavierunterricht wird durch den Organisten Quentin Blyton fortgesetzt. Sie schreibt weiterhin an ihre Hamelner Geschwister und an ihrem „Hauptwerk“, das sich im Vergleich zu den früheren Texten „durch eine Eigenwilligkeit auszeichnet, die vermutlich vor allem ihrer Naivität und ihrer Ahnungslosigkeit in Bezug auf einen Kontinent geschuldet ist, auf den sie nicht im Geringsten vorbereitet war“, und in dem die inzwischen 14-Jährige ihre Pubertätserlebnisse und -sehnsüchte verarbeitet: Zuerst in ihrem unvollendeten Roman „Buch L“ und vier Jahre später in dem „klassischen Schlüsseltext“ Meeting at Montefiore Hill, in dem sie ihre Verliebtheit in den „geheimnisvollen Begleiter“ beschreibt, den blinden Joe (Jonathan) Blyton, der ihre Schönheit in den höchsten Tönen lobt: die ganze Welt reißt sich darum, „Euch auf die Bühne zu holen, ausverkauft bis zum hinteren Rang […] Man wird Euch beklatschen, sich die Münder zerreißen, Verse gegen Euch schmieden […] ganze Länder und halbe Kontinente nach Euch benennen […] bis eines Tages endlich drei Könige kommen, die Euch alles zu Füßen legen, was reisende Könige so bei sich haben […]“. Nicht nur der Sohn, mit dem sie als 17-Jährige ihre erste sexuelle Beziehung in Ayrtons Pension hat, sondern auch der Vater, der Arzt Quentin Blyton, verliebt sich in sie und beendet, um die Ehe mit seiner Frau Virginia nicht zu gefährden, seinen Klavier- und Orgelunterricht mit ihr. Im Gegensatz zu seiner eifersüchtigen Frau schätzt er die Ernsthaftigkeit seiner Schülerin nach Auffassung der Biografin recht realistisch ein: Sie sei nicht in der Lage, etwas zum Spaß zu tun, aber durch ihre Großzügigkeit „bis zur Nachlässigkeit und Selbstaufgabe“, gehe sie nicht sparsam und ökonomisch mit ihrem Potential um und verschenke ihre ganze Begabung. Dies bezeichnet er als „Superbia“, Hochmut.

### Kapellmeister
Felicitas studiert am „Elder Conservatorium of Music“ in Adelaide. Vater Karl ist nach Degenerationserscheinungen, Formulierungsproblemen in seinem Tagebuch, untergetaucht und eine wichtige Aufgabe der Tochter wird die Suche nach ihm werden.
Die Informationen über diese Zeit sind nicht dokumentarisch, sondern literarisch verarbeitet, v. a. im „Buch F“ ihres Kommilitonen und Freundes Victor Seppel: er schreibt über die Sprachbegabung der inzwischen 22-jährigen Felicitas, die Planung ihrer Hochzeit und, als Hochzeitsreise vermerkt, das Hahndorfer Schützenfest, das jährlich im Januar gefeiert wird und auf dem Felicitas kellnert und ausgiebig tanzt. Danach fliegen beide nach New York und treffen dort ihre Musiklehrerin Lucy Bell, die jetzt die Vermittlungsagentur für Dirigenten „Cater & Partners“ leitet. Sie trennen sich am Valentinstag im Februar 1984, „ohne jemals ein Paar gewesen zu sein“ und Viktor fliegt am Tag darauf, am 15. 2., allein nach Sydney zurück.
Felicitas hat vermutlich diese Reise nach Amerika in später entstandenen Geschichten aufgegriffen und, wie die Biografin interpretiert, mit dem „klassischen Hoppeprogramm“, ihrem „Lebensthema vom Suchen und Finden“ verbunden, wobei nicht ganz klar ist, wer hier eigentlich wen sucht und wer vor wem auf der Flucht […] ist.“ Sie lebt, wie ihre seltenen Briefe an Victor, die „so verspielt, anspielungsreich und verschlüsselt“ und deshalb „kaum brauchbar sind“, belegen, in den achtziger Jahren fast ausschließlich in den USA. Sie ist ständig in Bewegung, offenbar auf der Suche nach ihrem Vater, schmiedet Pläne, „taumelt von einer Zufallsbekanntschaft zur nächsten“: einige Zeit arbeitet sie als Maskenverwalterin und Paradespezialistin beim jährlich gefeierten Zauberer von Oz-Fest in Chittenango. Im Oktober engagiert sie sich, was der Biografin nicht wahrscheinlich erscheint, in Dixville als Wahlhelferin und begründet dies damit, dass man in diesem Land „immer alles in einer Person“ sei: „Politiker, Schauspieler, Erfinder, in anderen Worten, Ratte und König in einem“. Habe man das erst einmal begriffen“, werde „man auf Jahre hin nicht mehr arbeitslos“. An den Niagarafällen beendet sie ihre „Pied Piper“-Kindheitsära: „Alle Ratten ertrunken“. Im November 1984 besucht sie die Mark-Twain-Stadt Hannibal und plant, ein Musical über Tom Sawyer zu schreiben. Mit den Greyhound-Bussen reist sie immer weiter westwärts und trifft am Vorabend des 22. Dezember 1984 in der „schönsten und prächtigsten Stadt der Welt „Las Vegas, „Catchafool, das süße Land Dummenfang“, ein. An ihrem 24. Geburtstag begegnet sie in einer nächtlichen Erscheinung allen ihren Begleitern der letzten 20 Jahre und trifft im „Pink Flamingo“ auf ihren verwahrlosten Vater, der Münze für Münze an einem einarmigen Banditen verspielt.

### Hochzeit
Um sich zu finanzieren, sucht Felicitas nach einer festen Anstellung und findet sie im Sommer 1986 als „Graduate Teaching Fellow“ für Deutsch an der „State University of Oregon“ in Eugene. Hier hat, nach Wikipedia, die Schriftstellerin studiert und somit trifft hier die virtuelle Biografie auf die wirkliche. Als Felicitas im Juli 1988 in der Zeitung von der Hochzeit Wayne Gretzkys mit der Schauspielerin Janet Jones liest, ist ihr „süßer und quälender Traum“ ausgeträumt. Sie schließt ihr Studium Ende des Jahres mit dem MA ab, übergibt ihrem Mentor und Freund, Prof. Hans Herman Haman, die Kiste mit ihren Manuskripten, verlässt die Stadt und kehrt in ihre Heimat zurück.
Haman hat längst herausgefunden, dass die kanadisch-australisch-amerikanische Lebensgeschichte seiner Studentin ihre Erfindung ist und dass ihre wirkliche Familie in Hameln lebt. Er ist der Entdecker der Schriftstellerin Hopper und verfolgt hartnäckig die Veröffentlichung ihres ersten Buches Picknick der Friseure 1996 im Rowohlt-Verlag.
1998 erfährt die Autorin auf einer Lesereise in den USA vom Verschwinden ihres Förderers in der „National Portrait Gallery“ und von einem Gerücht, im Erfinderzimmer des Museums erscheine alljährlich in der Nacht zum 22. Dezember ein fünfjähriges Mädchen in einem Rattenkostüm und laufe immer wieder „die endlose [Porträtreihe] ihrer [erfundenen Figuren, u. a. Haman] ab, wobei sie ihnen in alphabetischer Reihenfolge abwechselnd Farben, Tonarten, Ziffern und Buchstaben zuweise“. Damit schließt sich der Kreis zum Romananfang: Die Biografin beginnt ihre Untersuchung mit der von Hoppe „weltweit“ oft erzählten Geschichte von ihrem Auftritt im Rattenkostüm in ihrer Heimatstadt Hameln, die sie dann als deren Erfindung deutet, als ihr Traum von Heimat und Familie.

## Dichtung und Wirklichkeit
Hoppe hat keine traditionelle Romanhandlung mit den typischen Bausteinen, sondern spielt auf einer Metaebene der Literaturwissenschaft und parodiert durch die selbstreferenzielle Konstellation biografistische Literaturinterpretationen:
Die Literaturwissenschaftlerin fh, mit dem Kürzel der Autorin, rekonstruiert die fiktive Biografie der Schriftstellerin Felicitas Hoppe mit Hilfe ihrer Erzählungen und Romane, fiktiven Briefe an vier deutsche Geschwister, Interviews (z. B. mit dem Öschinger Tagblatt 2004: „Was macht eigentlich Frau Hoppe diesen Sommer?“) und durch Vergleiche mit dem Tagebuch und den „An-Maria-Briefen“ ihres Entführervaters, mit Erinnerungen ihrer Roman-Freunde und -Bekannten sowie teils fiktiven Rezensionen und wissenschaftlichen Analysen.
Vermischt wird dies mit der Wikipedia-Biografie der Autorin. Im Roman lässt die Autorin den Musikstudenten Victor Seppelt die Schreibweise seiner Freundin interpretieren: „Aber da war nicht nur dieses Spiel mit den Namen. Da waren noch tausend andere Spiele, tausend Geheim- und Zeichensprachen, lauter heimliche Hinweise, lauter Zettel mit kleinen unentzifferbaren Botschaften, Felicitas‘ seltsame Art, überall […] winzige Spuren zu hinterlassen […] was vermutlich Teil des ganzen Systems war.“
Im Kapitel 0, vor Beginn der Handlung, wird auf Felicitas Hoppes Wikipedia-Artikel mit Angaben über ihr Leben verwiesen, die in ihre fiktive Biografie übernommen werden, v. a. der Geburtstag, ihr Studium in Eugene (Oregon), einige literarische Werke, Picknick der Friseure, Verbrecher und Versager, Pigafetta, Paradiese, Die Torte, Übersee, Johanna, ihr Interesse für Musik, Märchen und Sagen, ihre Lieblingsfigur Pinocchio, die Zusammenarbeit mit blinden Künstlern, die Mitgliedschaft in der Deutschen Akademie für Sprache und Dichtung, ihre Reise um die Welt 1997 mit einem Containerfrachtschiff. Auch andere Spuren in die Wirklichkeit werden gelegt, wie die Freundschaft mit der Schriftstellerin Jutta Raulwing.
Allerdings widerspricht die Biografin in grundlegenden Punkten der Wikipedia-Biografie: Sie „entlarvt“ die Hamelner Kindheit und Familie als die erfundene Lebensgeschichte der Protagonistin (Briefe an vier deutsche Geschwister) und behauptet, ihre Reise um die Welt von Hamburg mit einem Containerfrachtschiff sei nicht belegt. Dagegen konstruiert sie die Kindheit und Jugend Hoppes und ihre Reisen nach Kanada, Australien und die USA auf der Basis der Briefe, Tagebucheintragungen und Erzählungen der Romanfiguren und ihrer Recherchen über ihre Aufenthaltsorte. In Wirklichkeit lebt jedoch die Autorin während der Handlungszeit des Romans (1965–1986) mit Eltern und vier Geschwistern in Hameln, schließt ihre Schulzeit 1980 mit dem Abitur ab, studiert danach an verschiedenen Universitäten und arbeitet nebenbei an Sprachenschulen als Lehrerin, gelegentlich auch als Feuilleton-Journalistin.
Im Roman mischt die Autorin viele Einzelheiten ihrer Biografie in die fiktive Entwicklungsgeschichte der Protagonistin ein. Dieses Stilmittel der spielerischen Vermischung von Wirklichkeit und Fiktion wird von der kanadischen Literaturwissenschaftlerin Linda Hutcheon mit dem Begriff Metafiktion und von dem deutschen Literaturwissenschaftler Eckhard Schumacher als Überschreibungs- bzw. Palimpsest-Schreibverfahren bezeichnet. Hohenried ordnet Hoppes Romane am Beispiel von Pigafetta, Paradiese, Übersee und Verbrecher und Versager in die postmoderne Zitationspraxis ein. Die von Hohenried beschriebenen Merkmale findet man auch in Hoppe.
Bei Hoppes Romanen stellt sich für Holdenried immer wieder die Frage nach dem Erzähler oder der Erzählerin. In Hoppe ist es eine Biografin, die ihre Anmerkungen mit fh zeichnet, und dieses Kürzel steht auch unter dem Dankeswort der Autorin Felicitas Hoppe am Ende des Romans.
Ausgangspunkt der Untersuchung der Biografin sind die biografischen Angaben im Wikipedia Text, auf den zu Beginn des Romans verwiesen wird und die, so fh, Erfindungen der Autorin seien. Felicitas sei dagegen das „faktische Einzelkind“ eines faktischen Erfindervaters, mit dem sie, der Rucksack als ihr Erkennungsmerkmal, fast zwanzig Jahre in Kanada und Australien lebt. Aber auch ihre Angaben über ihren faktischen Vater würden, wie ein Vergleich mit dessen Tagebuch zeige, „kaum der Wahrheit“ entsprechen. Die Reise mit einem Containerschiff, die im Roman Pigafetta verarbeitet worden sei, sei ebenso wenig „beglaubigt“ wie die von Hoppe in vielen Zeitungen mitgeteilte Rattenmaskierung in Hameln für Touristenunterhaltung.
Bei Felicitas zerfließen die Grenzen zwischen Wirklichkeit und Fiktion, Innen- und Außenwelt. Das Ohr sei beides, „Antenne zur Außenwelt und Schutzmantel der Innenwelt“. Aber Vorsicht sei geboten, sie misstraue „jeder Form von Kommunikation zutiefst“, wobei sie nicht das Sagen beschäftige, sondern die Frage, „was wir wirklich hören können, ob die Botschaft tatsächlich ankommt.“ So weiche ihr ganzes Bemühen allmählich „einer leisen Verzweiflung“: „weil es mir einfach nicht gelingt, aufzuschreiben, was ich zu sagen hätte, falls ich etwas zu sagen habe.“ Der Fluch als „lautstarker Ausdruck der Verzweiflung über die Unmöglichkeit, sich zur Sprache zu bringen“, sei nichts anderes, „als der letzte Versuch, die Angst vor der Leere mit Hilfe kurzer Formeln zu bannen, »eine Art säkulares Stoßgebet«“. Diese Thematik wird von der Biografin in ihrer Analyse immer wieder aufgegriffen und mit Zitaten aus (fiktiven) Aufsätzen und Erzählungen der Schriftstellerin belegt: Sie drehe und wende beim Schreibprozess immer wieder ihre Gedanken und Formulierungen und vergleiche diesen angeblichen Stillstand mit dem Bild eines sich schnell drehenden Kreisels, dessen Bewegung man nicht mehr wahrnehme. Dies sei der Zustand der „reinste[n] und schönste[n] Geistesgegenwart, und wir sind kurzfristig ewig“. Es sei der Augenblick der „Stille“, von der nichts erzählt werden könne, weil es in ihr kein „Draußen und Drinnen“ mehr gebe, es existiere „nur noch Felicitas“.
Im Roman bezeichnet der fiktive Literaturwissenschaftler Strat dieses Verfahren des „Abbiegens, Entwischens, Verschwindens und Abbremsen“ nicht als Spiel, sondern als „einzige Möglichkeit der Wahrheitsfindung und der Erkenntnis der Realität“. Die Biografin formuliert dieses Hoppe-Phänomen ähnlich: Jedes einzelne Hoppe-Talent treffe auf „ein so quälendes wie kontraproduktives Gegentalent, eine seltsame körper- oder geisteseigene Gegenbewegung, und zwar immer gegen sich selbst gerichtet“. So werde „jeder einmal gedachte Gedanke durch einen zweiten flankiert“, der den „ersten erbarmungslos kommentiert und konterkariert“ und fragt: „Könnte nicht alle ganz anders sein?“.
Felicitas Freund Victor Seppelt sieht ein sie gefangen haltendes Labyrinth, wenn sie meint: Es gibt „keinen Schlüssel zur Welt […] weil die Türen jederzeit offen stehen, nur dass das komischerweise keiner merkt. Alle sind andauernd auf der Suche nach einem Schlüssel, den sie selbst in der Hand haben […] Hätten wir das begriffen, wäre alles ganz leicht, weil wir dann auch begriffen hätten, dass wir es sind und sonst niemand, die bestimmen, ob Sonntag ist oder Donnerstag […] und neben wem wir aufwachen, wenn die Reise zu Ende ist“. Felicitas Musiklehrer Quentin Blyton charakterisiert sie ähnlich als kafkaeske Künstlerin, die „bei allem Talent und aller Ausdauer, allzu sehr, nämlich bis zur peinlichen Selbstzerstörung, in ihre eigenen Zweifel verliebt“ sei, „woraus weder ein Werk noch jemals ein persönliches Glück wachsen kann“.
Die Biografin resümiert, in Hoppes Werk hätten wir es „mit einem (zweifelhaften) Versuch der Rückgewinnung zu tun […] mit dem Versuch nämlich, die literarische Welt in die wirkliche und die wirkliche in die literarische Welt zu überführen, in anderen Worten, den Unterschied zwischen Leben und Literatur aufzulösen. Ein Versuch, der genauso misslingt wie die immer wieder angestrebte Familienzusammenführung. Es scheint Hoppe schwerzufallen, sich damit abzufinden, dass die Welt aus verschiedenen Welten besteht oder dass sich die ‚kleinen Missgriffe Gottes‘ nicht nach Belieben korrigieren lassen“.

## Rezeption und Interpretation
Die Beurteilungen der Rezensenten von Hoppes fiktiver Autobiografie reichen von „schönste und intelligenteste Prosa Deutschlands“, „radikale fiktionale „Romankonstruktion“ und „Triumphzug der Fanatasie“ bis zu „hochintelligent[e]“ und "sehr komisch[e]“ Parodie auf biografistische Literaturinterpretationen, aber mit einem gewissen Dogmatismus: „Realismus und Psychologie“ würden aus dem Tempel vertrieben, und an deren Stelle trete „das sprachliche Spiel, das Zitat, die skurril-assoziative Fantasie, der Motivteppich und ein fiktionaler Schalk“.
Insgesamt überwiegen die Würdigungen:
- „Triumphzug der Fantasie“ und „Geniestreich“, eine „literarische Abenteuerreise“, die die Grenzen der Wirklichkeit und des eigenen Ichs in Frage stellt, ein herausragendes, „befreiendes und kluges Lesevergnügen“,[36]
- „faszinierendes Spiel mit den Sphären von Wirklichkeit und Fiktion, Realität und Poesie“, keine narzisstische Mystifikation einer sich selbstbespiegelnden Autorin – kurz: „anstrengende Germanistenprosa“, sondern ein Spiel mit Identitäten, das einen in eine literarische Wunderwelt jenseits der Realität entführt, ein „poetisches und poetologisches Manifest“ und eine großartige „Parodie einer Autobiografie“,[37]
- Satire auf die stereotypen Formulierungen der Germanisten- und Rezensenten,[38]
- Wahrheit ästhetischer Art, die womöglich genauer sei, als die verbürgte Realität.[39]
- Die Rattenfängermethoden, mit denen die Autorin ihre Leser einfange, und das „Selbstreferentielle“ des Text stören nicht, weil es von komischen Szenen und witzige ironische Wendungen eingekleidet sei, insgesamt ein Teppich aus Traum, Fantasie und Realitätspartikeln.[40]
- Mit „Hoppe“ sei der Autorin ein „künstlerischer Selbstentwurf“ gelungen, der „in seiner romantischen Radikalität die fiktionale Romankonstruktion“ sprenge und in der zeitgenössischen Literatur kaum Entsprechungen finden dürfte.[41]

Im Roman setzt sich die Biografin mit fiktiven Rezensenten (Reimar Strat, Kai Rost) auseinander, die Hoppes „ausgeklügelte Versteckspiele“, ihre „Gedankenprosa“, ihr „verschüttetes Talent zu plastischer wie unterhaltsamer Darstellung“, ihre „zügellos egozentrische Selbstbetrachtungen“, ein „seltsames Eigenleben, das […] an eine Art autistischen Eigensinn grenzt“, und die „Ausschließung williger Leser“ kritisieren. Hoppe antwortet darauf: „Sind wir nicht ständig ausgeschlossen? […] Die einen sind drinnen, die anderen draußen.“
Die Biografin und einzelne Protagonisten greifen wiederholt, in die Handlung einbezogen, die Kritik der Rezensenten auf, diskutieren und erklären einzelne Aspekte, z. B. Typisierung, Originalität, Panzerung, Kostümierung, Identität:
- Hoppe verteidigt sich in ihrem (fiktiven) Essay „Arche und Typus“ gegenüber Stats Vorwurf, sie zeichne ihre Figuren nicht psychologisch: Der Künstler bündele, im Gegensatz zum Psychologen- und Charakterschriftsteller, Charaktere zu Typen. „Denn wozu Charakter […] wenn man stattdessen ein Typ sein kann?“[44]
- Hoppes „Neigung zu Helden, Heiligen, Rittern und Königen“ sei, erklärt die Biografin vermutlich spaßhaft, „rein emotionaler Natur und weit jenseits jedes ernsthaften Forschungsinteresses angesiedelt.“ Ihre Liebe zur „einfachen, das Personal stets typisierenden Geschichte“ gehe vermutlich auf die katholische Phase ihrer Früherziehung zurück. Sie liebe „die Bühne und das provokative Vergnügen […] das Szenario, das Theater, das pathetisch Einfache wie das plakativ Prunkvolle, die Krone des Königs wie die Mütze des Kapitäns, und das Rattenkostüm“.[45]
- Die Biografin bezeichnet Hoppe als „eine so unbekümmerte wie produktive Ausbeuterin und Plagiatorin des literarischen Fundus“ und sie habe daraus „niemals ein Hehl gemacht“: „Nichts […] ist langweiliger als der ständige Versuch, originell zu sein, weil er auf einem grundsätzlichen Irrtum beruht, dem Glauben nämlich, in diesem ganzen Gewirr und Gewimmel von allem, was da ist, der Erste zu sein“. Hoppe schreibe nicht auf, was sie „erlebt“ habe, sondern erlebe lediglich, „was längst geschrieben steht“.[46]
- Die Biografin kommentiert den (fiktiven) Aufsatz Wayne meets Glemm der 13-jährigen Felicitas und parodiert in diesem Zusammenhang die Sprachschablonen des Literaturbetriebs: „Ein zumindest in Auszügen bemerkenswerter Text, auch wenn es der jungen und deutlich überambitionierten Autorin nicht gelingt, Bühne und Stadion erzählwirksam in eins zu bringen. Die Geschichte endet für Protagonisten und Leser gleichermaßen verwirrend“.[47]
- Nach der Interpretation Tracy Normans sind „[g]epanzerte Gestalten […] in Hoppes Werk Inflation […] bis hin zu Damen in endlosen Gewändern unter hohen Hauben […] Was den Körper und die Bekleidung betrifft, lässt sich sagen, dass Hoppe, jedenfalls literarisch, nie in der Gegenwart angekommen ist. […] eine Eiszeitliteratur der besonderen Sorte. […] Hoppes Protagonisten vergnügen sich grundsätzlich nicht. Selbst wenn sie gelegentlich picknicken dürfen, geht es […] auf höchst beklemmende Weise immer ums Ganze, um eine eiskalte deutsche Winterphilosophie. Warum macht sie nicht einfach den Reißverschluss auf und lässt uns einen Blick ins Innere werfen?“[48]
- In ihrem (fiktiven) Essay „Arche und Typus“ antwortet Hoppe auf diese Vorwürfe der Panzerung: „Kein Mensch […] in dessen privatem Hinterzimmer nicht jenes eingemottete Fuchsfell hängt, das er sich zu gegebener Stunde heimlich überzieht, um wenigstens kurzfristig im Geheimen zu sein, was er offiziell niemals sein darf: ein Tier […] auf der Flucht […] Ein Gejagter, der die Gegend besser kennt als seine Jäger und dem der Gedanke gefällt […], seinen Verfolgern unterwegs in die Ewigkeit hin und wieder ein Schnippchen zu schlagen, weil sie […] die meisten Spuren nicht lesen können. […] Wozu überhaupt diese Anstrengung, sich ständig zum Verschwinden zu bringen?“ Wir würden „uns alle danach sehnen, dass endlich einer vorbeikommt, der uns wirklich anfasst.“[49]
- Die (fiktive) Literaturwissenschaftlerin Yasmine Brückners schreibt in ihrem Aufsatz „Wir sind, was wir spielen“, in Hoppes Texten seien alle Figuren „Gefährten fröhlicher Kostümierung. Hierarchien innerhalb des Personals“ seien ihr „in der Literatur wie im wirklichen Leben vollkommen fremd“. Sie verliebe sich „in die reine Partnerschaft, gleich welcher Form“. Sie kenne (oder mache) „keine Unterschiede zwischen Mann und Frau, ebenso wenig zwischen Mensch und Tier, egal, wie sehr sie damit den Leser verwirr[e], wobei Verwirrung niemals ihr Ansinnen [sei], sondern nicht als die Folge ihrer eigensinnigen Auffassung von Wirklichkeit“. Alle seien „Schauspieler auf Abruf in einem Stück, das keinen Unterschied zwischen Charakter und Schmiere“ und „keinen Unterschied zwischen hoher und trivialer Literatur“ kenne. Hoppes Welt sei „immer Bühne, das Leben permanenter Rollentausch“. Ihre Kreaturen seien „eine windige Truppe wankelmütiger Verwandlungskünstler, die hinter Wandschirmen verschwinden, um kurz darauf wieder an der Rampe zu stehen“. Die Lektüre solcher Texte sei „nicht nur anstrengend“, sie mache „vor allem nervös. Die Angst um die eigene Identität“ werde „so bedenklich wie unbekümmert, in Lust und Laune verwandelt.“[50]

## Lesung
- Autorinnenlesung, argon hörbuch 2019, 30h, 31min (ungekürzt)